# Morbio Inferiore
Morbio Inferiore é uma comuna da Suíça, no Cantão Tessino, com cerca de 4.394 habitantes. Estende-se por uma área de 2,32 km², de densidade populacional de 1.894 hab/km². Confina com as seguintes comunas: Balerna, Castel San Pietro, Chiasso, Morbio Superiore, Sagno, Vacallo.
A língua oficial nesta comuna é o Italiano.